# Mali Popović
Mali Popović (en serbe cyrillique : Мали Поповић) est un village de Serbie situé sur le territoire de la ville de Jagodina, district de Pomoravlje. Au recensement de 2011, il comptait 371 habitants.

## Démographie

### Évolution historique de la population
| 1948 | 1953 | 1961 | 1971 | 1981 | 1991 | 2002 | 2011 |
| ---- | ---- | ---- | ---- | ---- | ---- | ---- | ---- |
| 662  | 680  | 653  | 619  | 565  | 510  | 445  | 371  |

|  |